# Bochtige smele
De bochtige smele (Avenella flexuosa) is een vaste plant uit de grassenfamilie (Poaceae). De soort staat op de Nederlandse Rode lijst van planten als algemeen voorkomend en stabiel of toegenomen. Het aantal chromosomen is 2n = 28.
Het is een grassoort die voorkomt op droge zandgrond, in loof- en naaldbossen en op de heide. Het is een los zodevormende plant met ruwe, taaie stengels, die vaak rood aangelopen van kleur zijn. De hoogte is 30-70 cm.
Het blad is lichtgroen en kaal. De 0,3-0,8 mm brede bladeren zijn borstelvormig opgerold en kunnen ongeveer 20 cm lang worden. Het tongetje (ligula) is 0,5-3 mm lang en heeft een stompe punt.
Bochtige smele bloeit in het begin van de zomer (juni en juli). De aartjes zijn tot 6 mm lang, hebben een zeer korte spil en bestaan meestal uit twee bloemen, die niet boven het bovenste kelkkafje uitsteken. Deze zijn glanzend bruin, purperkleurig of zilverwit. De kelkkafjes hebben één nerf. Het bovenste, ruim 4 mm lange kelkkafje is langer dan het onderste. Het onderste, 4 mm lange kroonkafje heeft van onderaan af een geknikte rugnaald, die boven het aartje uitsteekt. De aartjes vormen samen pluimen met heen en weer gebogen zijtakken, vandaar de naam bochtige smele. De vrucht is een graanvrucht.
Bochtige smele is waardplant voor de microvlinders tweebandgrasmineermot (Elachista bifasciella) en scherphoekgrasmot (Crambus hamella)

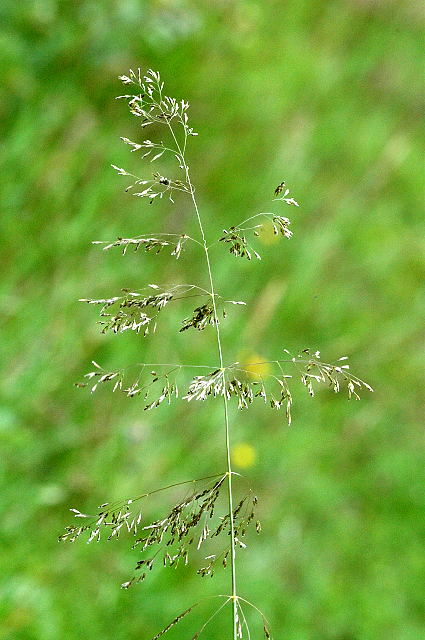
Bloeiwijze